# إلوايز إدواردز
كانت إلوايز إدواردز (الحائزة على وسام الإمبراطورية البريطانية) (28 ديسمبر 1932-22 يناير 2021) ناشطة مجتمعية، وناشطة في مجال الحقوق المدنية. ولدت في غيانا البريطانية وانتقلت إلى مانشستر في إنجلترا في ستينيات القرن العشرين، واشتهرت بحملاتها لمكافحة التمييز العنصري، ولتطوير الخدمات المجتمعية في منطقة موس سايد في مانشستر. تضمن عملها المشاريع السكنية، ومجموعات التواصل النسائية، وبرامج المساعدة الطبية، وتطوير البرامج الفنية والثقافية.

## النشاط والوظيفة
أصبح منزل إلوايز وزوجها بيرسفورد إدواردز مكانًا للقاء أفراد مجتمع الهند الغربية الذين يعيشون في مانشستر؛ حيث تأسست جمعية تنسيق منظمات الهند الغربية في عام 1964 بمساعدة بيتي لوكهام. ركزت الجمعية على مساعدة الشباب ومجتمع الهند الغربية من خلال تطوير برامج ثقافية واقتصادية واجتماعية لمصلحتهم، وعملت كمنظمة جامعة لتشكيل جمعيات أخرى. احتفظت الجمعية في البداية بلوحة نشر لأصحاب العمل الذين كانوا سيوظفون العمال السود، وأصحاب العقارات الذين سيؤجرون لهم، والأماكن التي يمكن لأفراد المجتمع من خلالها طلب المشورة القانونية. تشكلت مجموعة سي إتش إي إل في أوائل سبعينيات القرن العشرين، مع ملاحظة تواتر تشخيص الجيل الثاني من الرجال الأفريقيين والكاريبيين بأمراض عقلية بدون أساس. وضعت مجموعة، التي سميت على اسم مؤسسيها تشارلز مور، وهارتلي هانلي، وإدواردز، ولي تشامبرز، بروتوكولات لمساعدة العائلات والأفراد الذين صُنِّفوا بشكل غير لائق على أنهم «مرضى بانفصام الشخصية» أو «مجانين»، والذين حُبِسوا قسرًا في مؤسسات علاج عقلي.
بدأت إدواردز حياتها المهنية عاملة مطبخ في قاعة طعام جامعة مانشستر، وعملت بعدها في فندق بيكاديللي غاردينز. بدأت مانشستر منذ أواخر ستينيات القرن العشرين في تنفيذ خطة لإزالة الأحياء الفقيرة كجزء من تخطيطها للتجديد الحضري. كان منزل إدواردز ضمن مخطط الهدم، بالإضافة إلى منازل العديد من جيرانهم في موس سايد. شكل الزوجان إدواردز والمجتمع جمعية موس سايد الشعبية ومجموعة العمل الإسكاني، للاحتجاج على مخططات التجديد والانتقال التنازلي، وبقصد الحصول صوت في الخطط التي أثرت على حيّهم. أصدرت المنظمة صحيفة موس سايد نيوز لإخبار أفراد المجتمع عن الاجتماعات والمظاهرات المخطط لها. أُجبِر السكان المحليين على الخروج على الرغم من جهودهم، ودُمر منزل إدواردز أخيرًا في عام 1974. أصبحت إدواردز عاملة اجتماعية في الحي لمركز موس سايد للاستشارات العائلية في عام 1975، مما سمح لها بالانخراط في حياتها المهنية مع قضاياها الناشطة.
شاركت إدواردز بعد عامين (في عام 1977) مع كاث لوك في تأسيس منظمة المساعدة المتبادلة لنساء مانشستر السوداوات، بهدف توفير الدعم التعليمي للأطفال المحليين. اجتمعت المجموعة أيام الأحد، واستضافت مؤتمرات واجتماعات للآباء لمناقشة القضايا التي يواجهها أطفالهم في مدارسهم. نسقوا مع الأعضاء لمساعدة أولياء الأمور في الاجتماعات مع المعلمين، ومسؤولي المدرسة، وحضور وظائف إدارة التعليم في مجلس المدينة. أنشأت إدواردز ونساء أخريات مهرجان الجذور أيضًا في عام 1977، وهو حدث سنوي للاحتفال بالثقافة الأفريقية والكاريبية وتثقيف الأطفال حول تراثهم. أدى رفض أزواج النساء وميلهم لتولي الأدوار القيادية في المجموعات النسائية إلى فشل المنظمات القديمة؛ واستبدالها بمجموعات مستقلة تديرها النساء سمحت للمرأة بتولي أدوار قيادية. 
أسست أدواردز ولوك، إلى جانب بعض النساء، جمعية أباسيندي التعاونية في عام 1980، وذلك عندما فشلت مجموعة المساعدة المتبادلة وجمعية نساء مانشستر السوداوات، التي أسستها لوك وأخواتها كوكا كلارك وآدا فيليبس في عام 1975، مع بعض الناشطات الأخريات مثل أوليف موريس. كانت المنظمة عبارة عن مجموعة نسائية للمساعدة الذاتية، وتهدف إلى مساعدة النساء على تحسين حياتهن من خلال التواصل مع نماذج أخرى من النساء. أدى نقص وعي المجموعات النسائية الأخرى في ذلك الوقت إلى إبعاد جمعية أباسيندي نفسها عن النسويات السائدات، اللائي لم يكن لديهن فهم للفقر والعنصرية الذي يعيشها مجتمع موس سايد. بدأت إدواردز وأعضاء أباسيندي بحملة ضد العنصرية في المدارس لمكافحة المشكلات في مجتمعهم؛ وأداروا برنامجًا تكميليًا للدروس الخصوصية يوم السبت. أدى تفشي البطالة إلى إنشاء أباسيندي لورش عمل للتدريب على المهارات والسكرتارية لمساعدة العمال في العثور على وظائف؛ وعملوا مؤقتًا في علاج المصابين في أعمال الشغب أو الاحتجاجات مثل أعمال شغب موس سايد في عام 1981. أصبحت إدواردز بعد أعمال الشغب أحد الأعضاء المؤسسين، جنبًا إلى جنب مع لويز دا كوكوديا وأخريات، في إنشاء جمعية الإسكان في أراواك، التي انضمت في عام 1994 إلى جمعية والتون للإسكان لتشكيل جمعية إسكان أراواك ووالتون. تجسد هدف المنظمة في المساعدة في تطوير الإسكان الجيد لتلبية احتياجات مجتمع موس سايد.
قادت إدواردز في عام 1984 تنظيمًا وهو ما أصبح معروفًا باسم مركز مانشستر للخلايا المنجلية والثلاسيميا من خلال عملها في مركز موس سايد للاستشارات العائلية. أدركت إدواردز نقص المعلومات المتاحة وعدم فهم مرض فقر الدم المنجلي في المجتمع، فجمعت مسؤولي الصحة العامة معًا من خلال المركز لدراسة عدد أفراد المجتمع المتأثرين بالمرض، والخدمات التي يحتاجونها، وما إذا كان مقدمو الخدمات قادرين على تلبية هذه الاحتياجات. وجد البحث الممول من الشركات المحلية أعدادًا كبيرة من الأشخاص المصابين بمرض فقر الدم المنجلي في مانشستر الكبرى، بالإضافة إلى ارتفاع معدل الإصابة بمرض الثلاسيميا. عمل المركز على تثقيف المجتمع حول المرض، وعمل أيضًا على تقديم خدمات الاستشارة والإحالة. غير المركز اسمه في عام 1991 بعد توفير هيئة الصحة في مانشستر التمويل بشكل دائم. كانت إدواردز أحد المؤسسين في عام 1986، أو منظمة كاريوكا إينتربرايس مانشستر ليميتد، وهي منظمة أُنشِئت لتوسيع فرص ريادة الأعمال في قلب المدينة. بدأت مشروعًا أرشيفيًا في عام 1988، وهو مشروع جذور تاريخ العائلة (المعروف أيضًا باسم مشروع تاريخ الجذور الشفوي)، لجمع قصص المهاجرين البريطانيين. أدارت إدواردز المشروع حتى عام 2012 عندما تبرعت بالمواد التي جمعتها إلى مركز أحمد إقبال الله للعلاقات العرقية.
دعت إدواردز ومؤسسي مجموعة سي إتش إي أل الطبيب النفسي فيل توماس، الذي يعمل في مستشفى سانت ماري التابع لمستشفى مانشستر الملكي في عام 1989، للعمل في اللجنة التوجيهية لمشروع الصحة العقلية الأفريقي الكاريبي. أجرى توماس بحثًا حول الأشخاص السود المحتجزين في مؤسسات العلاج العقلي، وأكد الأخطاء غير المتناسبة وعدد مرات الحجز. واصلت المنظمة تقديم المعلومات التعليمية والدعم للأسر، ولكنها حصلت أيضًا على تمويل حكومي لتمكين تعيين الموظفين في المستشفيات، والرعاية المنزلية، والعيادات المجتمعية، والمرافق الآمنة لدعم الأفارقة والكاريبيين وأسرهم في خدمات الصحة العقلية. أصبحت إدواردز رئيسة مركز إن آي إيه في منطقة هولم في عام 1990، والذي يُعرف الآن باسم مركز نياموس، والذي كان بمثابة مركز للفنون والثقافة الأفريقية، والذي روج للرقص والدراما والموسيقى.
كُرِّمت إدواردز كعضو في الإمبراطورية البريطانية لتفانيها في نشاط وخدمة المجتمع؛ وذلك بعد أن شاركت في أنشطة أكثر من خمسة وثلاثين منظمة خدمية في عام 1994، بما في ذلك مجموعة الرعاية الأفريقية الكاريبية لكبار السن والعجزة، والسود في نظام العدالة الجنائية، ومركز استشارات الأسرة وموارد المجتمع، وجمعية موسكير للإسكان، من بين العديد من المنظمات الأخرى. حصلت أيضًأ على درجة الماجستير الفخرية في الآداب من جامعة مانشستر، ومنحها المجتمع النيجيري في مانشستر رئاسة فخرية لعملها المجتمعي. تقاعدت إدواردز في عام 1998، وتوفي ابنها بيري في عام 2003، وعادت للعيش في غيانا في عام 2017. عادت إلى مانشستر في عام 2019، وتلقت علاجها في مستشفى مانشستر الملكي للسرطان.